# Birmingham campaign
De Birmingham campaign, of Birmingham-beweging, was een beweging die begin 1963 door de Southern Christian Leadership Conference (SCLC) werd georganiseerd om de aandacht te vestigen op de integratie-inspanningen van Afro-Amerikanen in Birmingham, Alabama. Onder leiding van Martin Luther King Jr., James Bevel, Fred Shuttlesworth en anderen culmineerde de campagne van geweldloze directe actie in wijdverspreide confrontaties tussen jonge zwarte studenten en blanke openbare autoriteiten en leidde uiteindelijk tot het moment wanneer de gemeentelijke overheid de discriminatiewetten van de stad veranderde.
In het begin van de jaren zestig was Birmingham in de zuidelijke staat Alabama een van de meest raciaal verdeelde steden in de Verenigde Staten, zowel in de geest van de inwoners als afgedwongen door wetten en reglementen. Zwarte burgers kregen te maken met juridische en economische ongelijkheid en gewelddadige vergelding wanneer ze probeerden de aandacht op hun problemen te vestigen. Martin Luther King Jr. noemde het de meest gesegregeerde stad van het land. Protesten in Birmingham begonnen op 3 april 1963 met een boycot onder leiding van Shuttlesworth, bedoeld om bedrijfsleiders onder druk te zetten om banen te openen voor mensen van alle rassen en om segregatie te beëindigen in openbare voorzieningen, restaurants, scholen en winkels. Toen lokale bedrijven en regeringsleiders zich verzetten tegen de boycot, stemde SCLC ermee in te helpen. Organisator Wyatt Tee Walker sloot zich aan bij Birmingham-activist Shuttlesworth en begon met wat zij Project C noemden, een serie sit-ins en marsen die bedoeld waren om massale arrestaties uit te lokken.
Toen de campagne dreigde vast te lopen door een nakend gebrek aan volwassen vrijwilligers, bedacht James Bevel, directeur Directe Actie van SCLC, het idee om studenten de belangrijkste demonstranten te laten worden in de Birmingham campaign. Vervolgens trainde en bestuurde hij hogeschoolstudenten, middelbare scholieren en basisschoolleerlingen in geweldloosheid, en vroeg hun om deel te nemen aan de demonstraties door per vijftig tegelijk een vreedzame wandeling te maken van de 16th Street Baptist Church naar het stadhuis om daar een gesprek met de burgemeester over segregatie aan te vragen. De wandelingen resulteerden in meer dan duizend arrestaties en, nadat de gevangenissen en de wachtzones vol zaten met gearresteerde studenten, gebruikte het Birmingham Police Department onder leiding van Eugene "Bull" Connor waterkanonnen en politiehonden tegenover de betogende kinderen en volwassen omstanders. Niet alle omstanders waren vredig, ondanks de toegezegde intenties van SCLC om een volledig geweldloze wandeling te houden, maar de studenten hielden zich aan de geweldloze premisse. King en de SCLC trokken zowel kritiek als lof omdat ze kinderen hadden toegestaan deel te nemen en zichzelf in gevaar te brengen.
Als einddatum van de Birmingham campaign wordt 10 mei 1963 genomen. In de vroege ochtend van 11 mei wordt een bomaanslag gepleegd, mogelijk door de Ku Klux Klan of door het Birmingham Police Department op het A.G. Gaston Motel, gebruikt door onder meer Martin Luther King, Fred Shuttlesworth en Ralph Abernathy en hun Southern Christian Leadership Conference (SCLC) als hoofdkwartier van de Birmingham campaign. Het hotel raakte beschadigd door de bomaanslag en moordpoging op Martin Luther King maar King was niet aanwezig in het hotel en de schade kon hersteld worden. Na dat incident kon men de rellen in Birmingham niet meer onder controle houden, en tot ongenoegen van gouverneur George Wallace en heel wat blanke inwoners van Alabama werden de federale troepen middels gerechtelijk dwangschrift ingezet om de rellen te stoppen en beide groepen te scheiden en beveiligen.
De Birmingham campaign was een voorbeeld van geweldloos protest door directe actie en trok via de media de aandacht van de wereld voor raciale segregatie in het zuiden van de VS. Onder meer het beeld door fotograaf Charles Moore van drie zwarte hogeschoolstudenten, twee jongens en een meisje, schuilend bij een winkelvitrine tegen de aanval door een waterkanon waarvan de straal landt op de rug van de jongen, werd gepubliceerd in Life en droeg mee bij tot wereldwijde internationale verontwaardiging over het Amerikaans onvermogen racisme krachtdadig aan te pakken.
De Birmingham campaign was positief voor de bekendheid en reputatie van King, betekende het einde van de carrière van politiechef Connor en leidde tot gedwongen desegregatie in Birmingham. De Birmingham campaign effende de weg voor de Civil Rights Act van 1964, die rassendiscriminatie verbood in aanwervingspraktijken en openbare diensten in de hele Verenigde Staten.